# Genosha
Genosha is een fictieve eilandnatie in het Marvel Comics universum. Genosha werd bedacht door Chris Claremont en werd voor het eerst gezien in Uncanny X-Men #235 (Oktober 1988). Het eiland diende eerst als een allegorie voor slavernij, en later voor de Zuid-Afrikaanse apartheid. Uiteindelijk werd het land dankzij Magneto omgevormd tot een thuishaven voor mutanten, totdat het werd aangevallen door Cassandra Nova en haar Sentinels. De hoofdstad van Genosha was Hammer Bay.

## Algemeen
Genosha is gelokaliseerd net voor de oostkust van Afrika. Het land had een sterke economie en was vrij van de politieke en raciale beroering die heersten in de omliggende naties. Echter, Genosha’s welvaart was opgebouwd over de ruggen van de mutantenpopulatie. Mutanten werden in Genosha gedwongen voor de overheid te werken. Ze werden door David Moreau, ook bekend als de Gegengineer, ontdaan van hun vrije wil en omgevormd tot mutates (een Marvel term voor genetisch gemodificeerde mutanten). Burgerschap van Genosha was permanent en de Genoshaanse overheid erkende geen emigratie. Burgers die het eiland ontvluchtten werden met geweld teruggehaald.
Genosha kwam geregeld in opspraak door dit alles. In het eerste verhaal waarin het eiland verscheen werden enkele van de X-Men, Wolverine, Rogue en Madelyne Pryor ontvoerd in opdracht van de Genengineer en Cameron Hodge. In een later verhaal redden de X-Men hun teamgenoten Storm en Wolfsbane uit Genosha. Daarbij wierpen ze ook de regering omver. Een nieuw Genoshaans regime dat een betere behandeling voor mutanten beloofde kwam in de plaats van de oude regering. Een periode van beroering en aanvallen van onder andere Magneto en zijn Acolytes, die de regering van Genosha niet konden vergeven wat zij had gedaan, volgde.
De Verenigde Naties gaven Genosha aan Magneto toen hij een natie speciaal voor mutanten eiste. Hij en zijn Acolytes slaagden erin de vrede en stabiliteit te herstellen, tot een burgeroorlog uitbrak tussen hem en de laatste mensen ophet eiland. Magneto versloeg de mensen, en herstelde de orde op het eiland. Daarna werd Genosha een thuishaven voor mutanten van over de hele wereld.
Aan Magneto’s droom voor een mutantennatie kwam een bruut einde toen het eiland werd aangevallen door een groep Sentinels gestuurd door Cassandra Nova. Vrijwel de gehele bevolking kwam bij de aanval om. Emma Frost was een van de weinige overlevenden. 
Sindsdien hebben Magneto en Charles Xavier de handen ineengeslagen om Genosha weer op te bouwen. Een aantal overlevenden en nieuwe mutanten die wilden meehelpen zijn inmiddels op het eiland gearriveerd.

## Ultimate Genosha
In de Ultimate Marvel strips is Genosha inmiddels ook verschenen. Het is een eiland ten zuiden van Madagaskar. De voornaamste industrie lijkt televisieprogramma’s te zijn. Mutanten werden recentelijk tot tweedeklasburgers gedegradeerd na de moord op een overheidsminister door een mutant genaamd Longshot. Enkele van de burgers zijn Mojo, Spiral en Deadpool.

## Genosha in andere media
- In de X-Men animatieserie, werd Genosha afgeschilderd als een mutant-vriendelijke omgeving waar diegenen die het "x-gen" bezaten in vrede konden leven zonder de angst voor vervolging. Dit bleek allemaal een leugen te zijn. Zodra mutanten zich in Genosha waagden, werden ze gevangen en te werk gezet om Sentinels te bouwen voor Bolivar Trask, Cameron Hodge, Henry Peter Gynrich en een overheidsofficial die enkel bekendstond als “de Leider”. Dit veranderde met de komst van de X-Men, die de mutanten wisten te bevrijden. Vlak voor het einde van de serie greep Magneto de macht in Genosha.

- In het SNES spel, X-Men: Mutant Apocalypse, gebruikte de mutant Apocalypse het eiland als schuilplaats, en gebruikte de mutantenslaven voor zijn eigen doelen.

- Het spel X-Men Legends II: Rise of Apocalypse bevat een level dat zich afspeelt op Genosha, dat verwoest blijkt te zijn door Apocalypse.

- Genosha is de bouwplaats van de Sentinels in het arcade spel X-Men: Children of the Atom.